# الرومانية الكاثوليكية في سورينام

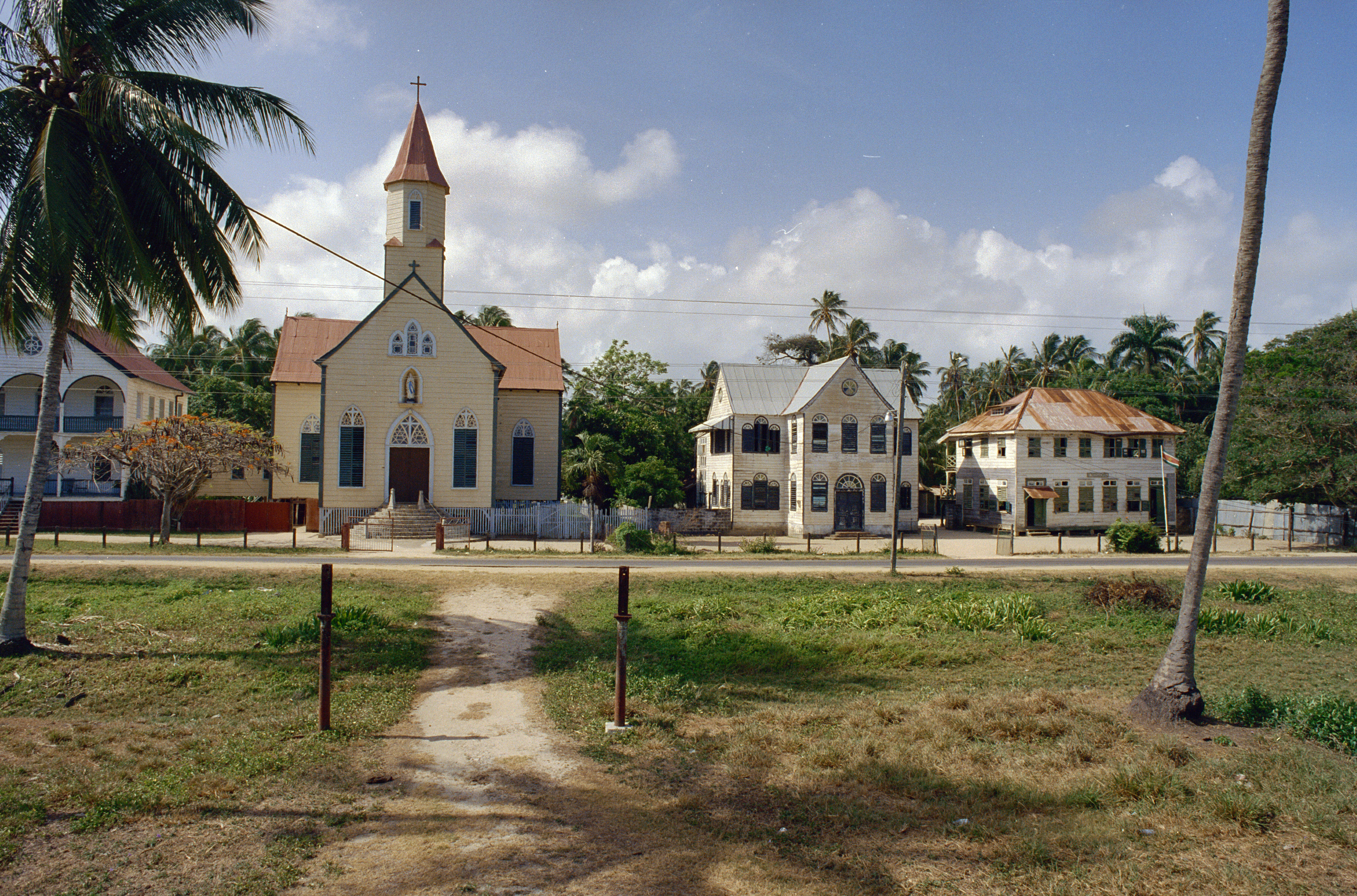
كنيسة الحبل بلا دنس الكاثوليكية في ماري هوب.

الكنيسة الكاثوليكية السوريناميَّة هي جزء من الكنيسة الكاثوليكية العالمية في ظل القيادة الروحية للبابا في روما، وفقاً لتعداد السكان عام 2012 يشكل الكاثوليك حوالي 21.6% من مجمل السكان أو حوالي 177,261 نسمة، وهي أقل نسبة لأتباع الكنيسة الرومانية الكاثوليكية في أمريكا الجنوبية. تضم البلاد أبرشيَّة واحدة وهي أبرشية باراماريبو الرومانيَّة الكاثوليكيَّة ومقر الأبرشية هي كاتدرائية القديس بطرس وبولس في باراماريبو، وتضم البلاد حوالي واحد وثلاثين رعية.
كان المبشرين الكاثوليك الأوائل ممن قدموا إلى سورينام من الرهبان الفرنسيسكان في عام 1683، لكن قسوة المناخ لم تكن في صالح وصول الكهنة الآخرين، بحيث أنه حتى عام 1786 لم يكن هناك حضور للبعثات التبشيريَّة الكاثوليكيَّة في البلاد. منذ عام 1786 فتح بعض الكهنة العلمانيين مركزاً للتبشير، لكن سرعان ما اضطروا إلى الفرار مع معارضة رجال الدين من الطوائف المسيحية الأخرى. وعندما سيطر الهولنديين على البلاد في عام 1816، ومع السيطرة الهولنديَّة وتم ضمان حرية العبادة في البلاد. وكانت هذه نقطة الانطلاق الحقيقية للتبشير الكاثوليكي لما يسمى اليوم بسورينام. في عام 1817 أقيمت الولاية الرسولية لغيانا الهولندية، والتي أصبحت نيابة رسولية في عام 1842 وعهد لإدارة النيابة إلى الجماعة الرهبانية الفادي القدوس. وفي 7 مايو من عام 1958، تم رفع النيابة الرسوليَّة إلى رتبة أبرشية لتصبح أبرشية باراماريبو الرومانيَّة الكاثوليكيَّة.